# Gornja Dubrava (Zagreb)
Gornja Dubrava is een van de stadsdelen van de Kroatische hoofdstad Zagreb. Gornja Dubrava ligt in het noordoostelijke gedeelte van Zagreb en telt (per 2001) 61.388 inwoners.

## Wijken in Gornja Dubrava
- Branovec-Jalševec
- Čučerje
- Dankovec
- Dubec
- Dubrava-Središte
- Gornja Dubrava
- Granešina
- Granešinski Novaki
- Klaka
- Miroševec
- Novoselec
- Oporovec
- Poljanice
- Stari Retkovec
- Studentski grad
- Trnovčica
- Zeleni brijeg

Brezovica · Črnomerec · Donja Dubrava · Donji Grad · Gornja Dubrava · Gornji Grad - Medveščak · Maksimir · Novi Zagreb - istok · Novi Zagreb - zapad · Peščenica - Žitnjak · Podsljeme · Podsused - Vrapče · Sesvete · Stenjevec · Trešnjevka - jug · Trešnjevka - sjever · Trnje